# پروتئین ۳–۳–۱۴
پروتئین‌های ۱۴-۳-۳  خانواده‌ای از مولکول‌های موجود در سلول‌ها هستند که در مسیرهای شناسایی پروتئین کینازی در همه سلول‌های یوکاریوتیک همکاری می‌کنند. پروتئین‌های ۱۴-۳-۳ به عنوان نقشه‌های اتصال فسفوسرین/فسفوترئونین عمل کرده و در بر همکنش‌های وابسته به فسفریلاسیون میان پروتئین‌ها، مهار پیشرفت چرخه سلولی، آغاز شدن و ادامه یافتن چک پوینت‌های آسیب DNA، جلوگیری از آپوپتوزیس و هماهنگ کردن سیگنال‌های درونی و حرکت اسکلت سلولی نقش دارند.

## بازگشتار
- Moore BW, Perez VJ (1967).  FD Carlson (ed.). Physiological and Biochemical Aspects of Nervous Integration. Prentice-Hall, Inc, The Marine Biological Laboratory, Woods Hole, MA. pp. 343–359.
- Mhawech P (2005). "14-3-3 proteins--an update". Cell Res. 15 (4): 228–36. doi:10.1038/sj.cr.7290291. PMID 15857577.